# Distrito de Casma

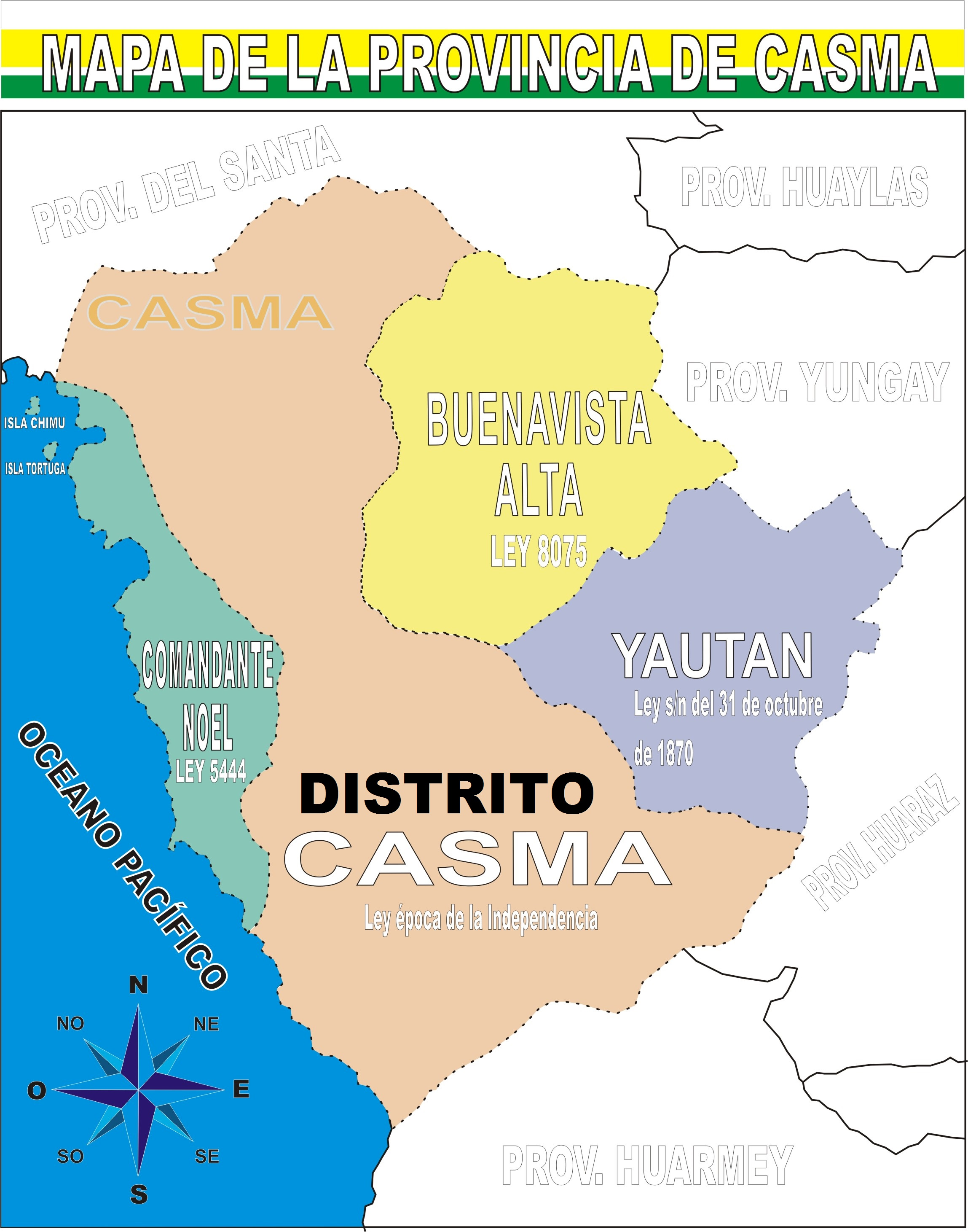
Ubicamos el distrito de Casma de la provincia de Casma

El distrito de Casma es uno de los cuatro que conforman la provincia de Casma, ubicada en el departamento de Áncash en el Perú. Su capital es la ciudad de Casma.

## Toponimia
si esta voz tuviese ancestro quechua, pudiera ser una forma castellanizada de la palabra qasha = cuarteadura. Habría ocurrido este cambio fono-morfológico: qashamari > qashama > qashma > kashma >kasma > casma

## Historia
Su creación política data de la época de la Independencia y se celebra el 23 de marzo.

## Geografía
- Está ubicado en el km 370 de la Carretera Panamericana, a poco más de 5 horas de la capital, Lima.
- El censo del 2005 indica que su población es de 28,140 habitantes.
- Tiene un área de 1,206.28 km².
- Se caracteriza por su puerto y por las fortalezas arqueológicas como la de Sechín.
- La ciudad sufrió la devastación del terremoto del 31 de mayo de 1970, las víctimas superaron los 800 muertos.
- Casma además cuenta con los centros turísticos arqueológicos como: Sechin, Chanquillo, Pampa colorada, Cerro Manchán entre otras.

## Atractivos Turísticos
Museo regional Max Uhle: Se sitúa junto a la zona arqueológica Sechín. Mediante una secuencia cronológica se narra el desarrollo cultural del valle de Casma, representado por variados bienes culturales recuperados en los proyectos de investigación arqueológica realizados en el Cerro Sechín, Sechín Bajo, Sechín Alto, Las Aldas, Pampa Colorada y Moxeque. Lun a Dom de 8 a. m. a 6 p. m. Carretera Casma - Huaraz km 2.

## Autoridades Municipales
- 2015 - 2018[1]
  - Alcalde: Jhosept Amado Pérez Mimbela, del partido Alianza para el Progreso.
- 2012 - 2014
  - Alcalde: Rommel Alfonso Meza Cerna, del Movimiento Acción Nacionalista Peruano (MANP).
- 2011 - 2012
  - Alcalde: José Alejandro Montalván Macedo (†).